# Estakada Gądowianka

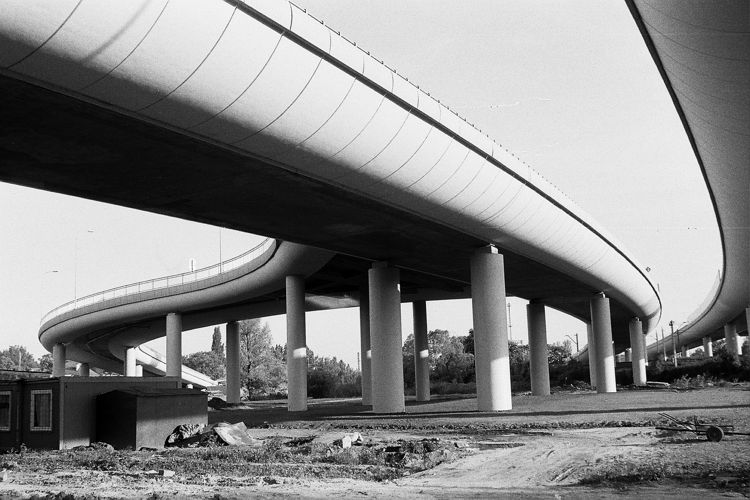
Estakady i łącznice

Estakada Gądowianka, Gądowianka – ulica stanowiąca fragment obwodnicy śródmiejskiej we Wrocławiu, w skład której wschodzą drogi, estakady, łącznice i inne elementy infrastruktury drogowej, położona we Wrocławiu w ciągu drogi krajowej nr 5 oraz nr 94 i międzynarodowej E261, biegnąca od ulicy Bystrzyckiej do ulicy Szwajcarskiej przez osiedla: Gądów-Popowice Południowe, Nowy Dwór i Muchobór Mały w dawnej dzielnicy Fabryczna. Stanowi znaczący i charakterystyczny element tej trasy, która jest jednym z ważniejszych elementów układu komunikacyjnego miasta. Została zbudowana w latach 2000-2003. Na całej swojej długości jest drogą dwujezdniową. Jezdnie głównego ciągu komunikacyjnego w ramach obwodnicy mają długość 1652 m. Ponadto jezdnie w ramach łącznic mają długości odpowiednio: łącznica wschodnia 168 m i łącznica zachodnia 164 m. Długość dróg samych wiaduktów wynosi natomiast odpowiednio: wschodni 618 m i zachodni 633 m. Zapewniają one bezkolizyjny ruch pojazdów i pieszych nad ulicą Strzegomską oraz nad liniami kolejowymi.
W pierwotnym, węższym i często potocznym znaczeniu pojęciowym opisywana nazwa odnoszona bywa wyłącznie do samych obiektów mostowych – wiaduktów i łącznic – stanowiących podstawę odcinka tej ulicy od ulicy Bystryckiej do ulicy Duńskiej i ulicy Szkockiej, a pozostały odcinek stanowiący drogę położoną w poziomie terenu (od ulicy Duńskiej i ulicy Szkockiej do ulicy Klecińskiej oraz Szwajcarskiej i Francuskiej) błędnie utożsamiany bywa natomiast z ulicą Klecińską. W takim węższym znaczeniu pojęciowym, a także potocznie, stosowana jest nazwa skrócona – Gądowianka, ewentualnie starsze określenia jak estakada Gądowska.

## Wprowadzenie
Obwodnica śródmiejska Wrocławia, w ramach której zbudowano Estakadę Gądowianka, jest jednym z ważniejszych elementów układu komunikacyjnego miasta. Wrocław charakteryzował się układem drogowym, w którym wszystkie ulice kierowały ruch do centrum. Konieczność budowy trasy odciążającej z narastającego ruchu kołowego przeciążone, ścisłe centrum miasta stała się oczywista już przed II wojną światową. Z zachowanych materiałów najstarszy, dotyczący zagadnienia budowy w tym rejonie nowej drogi, pochodzi z 1938 r. – plan zagospodarowania miasta, w którym przewidziano rezerwę terenu wzdłuż ulicy Klecińskiej pod realizację nowej trasy. Kolejne plany podtrzymywały zarezerwowany korytarz pod budowę drogi. Były to plany z lat: 1941, 1953, 1958, 1962, 1973 / 1974, 1988. Po wojnie podczas prac nad różnymi opracowaniami dotyczącymi rozwiązań z zakresu komunikacji w mieście, podtrzymano ideę budowy obwodnicy śródmiejskiej. W ramach planu ogólnego z 1973 r. uwzględniono budowę w przyszłości takiego ciągu komunikacyjnego. Na jego podstawie rozpoczęto realizację obwodnicy od odcinka wschodniego – aleja Armii Krajowej. Kolejne prace koncepcyjne i prawno-administracyjne prowadzone były od 1982 r. przez kolejne lata do 1988 r., kiedy nastąpiło uchwalenie miejscowego planu ogólnego zagospodarowania przestrzennego miasta Wrocławia, uchwałą Miejskiej Rady Narodowej nr XXI/104/88, w którym przewidziano odpowiednie rezerwy terenu dla rozwoju komunikacyjnego, z uwzględnieniem i dużym naciskiem na obwodnicę śródmiejską. Do 1999 r. zrealizowano odcinek południowy obwodnicy od ulicy Krakowskiej do ulicy Grabiszyńskiej, przy czym rozbudowę niektórych odcinków tej części prowadzono jeszcze w 2002 r., a w 2001 r. zrealizowano część odcinka zachodniego od ulicy Bystrzyckiej do ulicy Legnickiej – ulica Na Ostatnim Groszu. Kolejne prace nad obwodnicą rozpoczęto w 2002 r. na odcinku od ulicy Legnickiej do ulicy Osobowickiej, obejmujące między innymi budowę Mostu Milenijnego, oddanego do użytkowania w 2004 r.. Rozpoczęta w 2000 r. realizacja Estakady Gądowianka stanowiła więc w zachodniej części obwodnicy bardzo pilną kwestię, ze względu na konieczność zapewnienia połączenia alei generała Józefa Hallera od ulicy Grabiszyńskiej z ulicą Legnicką oraz nową przeprawą nad Odrą, poprzez wykonaną już ulicę Na Ostatnim Groszu. Ponadto należy uwzględnić, że dla ruchu lokalnego przedmiotowe połączenie ma istotne znaczenie, jako umożliwiające bezpośrednią komunikację pomiędzy dwoma obrzeżnymi strefami funkcjonalnymi miasta (południe i zachód) o intensywnej zabudowie.

## Historia

### Koncepcje przebiegu i rozwiązań technicznych
Jak wyżej zapodano koncepcja budowy nowej drogi powstała już w okresie międzywojennym, kiedy to zarezerwowano odpowiedni korytarz w przestrzeni miejskiej, wolny od zabudowy, który został zachowany także po zakończeniu II wojny światowej. Prowadzone wówczas prace studialne i koncepcyjne, połączone z analizami różnych aspektów budowy tak dużej drogi, doprowadziły do powstania oczywiście także innych wariantów jej przebiegu. Konieczność ich rozważenia wynikała nie tylko z przeprowadzanych analiz lecz także z działań społecznych podjętych przez rady osiedli i mieszkańców, którzy obawiali się wpływu nowej, ruchliwej trasy na środowisko i jakość ich życia, szczególnie jeśli chodzi o kameralne osiedle Muchobór Mały. W 1995 r. wskazano trzy warianty przebiegu drogi w tym rejonie oraz wskazano trzy możliwe rozwiązania techniczne.
Koncepcje przebiegu drogi obejmowały:
- przebieg w korytarzu pierwotnym, potwierdzonym planem ogólnym z 1988 r.
- przebieg równoległy do ulicy Klecińskiej, około 300-400 m na wschód od istniejącej ulicy
- przebieg po śladzie ulicy Klecińskiej od ulicy Grabiszyńskiej, a następnie po śladzie ulicy Muchoborskiej[15].

Analiza powyższych pomysłów wykazała, że najszybsza i najlepsza będzie realizacja wariantu pierwotnego. Między innymi z powodów formalno-prawnych, w tym konieczności zmian planu ogólnego, braku możliwości zachowania rezerwy pod torowisko tramwajowe w nowych wariantach, konieczność budowy trójpoziomowego węzła nad ulicą Strzegomską przebiegającą pod wiaduktem kolejowym, dłuższe przęsła, trudności z budową optymalnych połączeń między nową trasą a ulicą Strzegomską, czy konieczność wykupu i likwidacji niektórych obiektów kubaturowych, a także w obu alternatywnych wariantach znaczne wyższe koszy realizacji. Z tych względu przyjęto pierwotnych wariant przebiegu trasy.
Jeśli chodzi o możliwe rozwiązania techniczne to rozważano do przekraczania przeszkód zastosowanie albo tylko estakad, albo tylko tuneli lub estakad i tuneli. W tym przypadku jako wariat optymalny został wybrany projekt budowy dwóch estakad. Koncepcję budowy tuneli wyeliminowano między innymi ze względu na znacząco wyższe koszty, oraz ze względu na niekorzystne warunki gruntowo-wodne, prawdopodobną konieczność budowy przepompowni i generowanie także znacznie wyższych kosztów późniejszej eksploatacji obiektów.

### Konkurs na estakady drogowe
3.11.1997 r. ogłoszono konkurs na koncepcję estakad drogowych, które połączą ulicę Na Ostatnim Groszu z nowo budowaną drogą przy ulicy Klecińskiej. Był to otwarty konkurs przeprowadzony w jednym etapie. W jego ramach należało zaproponować rozwiązania dotyczące architektury, konstrukcji, technologii budowy oraz wyposażenia i bezpieczeństwa ruchu drogowego. Oprócz wskazanych zagadnień do oceny złożonych opracowań planowano brać także pod uwagę estetykę obiektów, szacowane koszty realizacji oraz czas potrzebny na opracowanie dokumentacji projektowej. Dla poszczególnych kryteriów ocen przyjęto liczbę punktów od 1 do 10 oraz odpowiednie wagi. Każdy projekt oceniany miał być punktowo jako suma iloczynów przyznanych w danym kryterium punktów i wagi danego kryterium. W wyznaczonym terminie składania prac – 21.01.1999 r. złożonych zostało sześć prac konkursowych, czego pięć prac zostało zakwalifikowanych do rozpatrzenia jako spełniające warunki konkursu. Miało to miejsce podczas posiedzenia Sądu Konkursowego, w dniu 3.03.1998 r., w którym zasiadali przedstawiciele Zarządu Dróg i Komunikacji, Generalnej Dyrekcji Dróg Publicznych, Dyrekcji Okręgowej Dróg Publicznych, Urzędu Wojewódzkiego, Politechniki Wrocławskiej, Instytutu Badawczego Dróg i Mostów oraz Wydziału Architektury i Budownictwa Urzędu Miejskiego Wrocławia. W konkursie nagrodzono trzy koncepcje: dwie opracowano w Zespole Badawczo-Projektowym MOSTY-WROCŁAW S.C., które zajęły pierwsze i drugie miejsce (odpowiednio 2017 punktów i 1965 punktów) oraz jedną opracowaną przez TRANSPROJEKT GDAŃSKI, która zajęła trzecie miejsce (1756 punktów).

### Projekt i przygotowanie inwestycji
Dla części mostowej podpisana została umowa ze zwycięskim, w wyżej opisanym konkursie na koncepcję estakad, Zespołem Badawczo-Projektowym MOSTY-WROCŁAW S.C. Zleceniodawcą był Zarząd Dróg i Komunikacji (ZDiK). Zaprojektowano dwie niezależne konstrukcje estakad o złożonej geometrii z zastosowaniem dla ich wykonania metodą nasuwania podłużnego (i częściowo betonowania na rusztowaniach) oraz technologii betonu sprężonego (kablobetonu) – cztery rodzaje sprężenia – dla ustrojów nośnych o skrzynkowym przekroju. Projekt opracował zespół pracujący pod kierownictwem prof. dr hab. inż. Jana Biliszczuka. Część zakresu projektu w takich branżach jak drogi, odwodnienia, przebudowa wodociągów, sieci elektryczne, kolejowe: sieci trakcyjne, kablowe, telekomunikacyjne oraz sterowania ruchem, zostały podzlecone Biuru Projektów Dróg i Mostów "BBKS-PROJEKT" Sp. z o.o. z Wrocławia. Zakres prac geodezyjno-kartograficzny został natomiast zlecony firmie GEODEX S.C., ocenę oddziaływania na środowisko opracowania firma ARS VITAE, a projekty z zakresu organizacji i wykonanie budowy wykonało Biuro Studiów i Projektów Komunikacji i Inżynierii Miejskiej "BIPROSKIM". Projekt wykonawczy objął 1077 rysunków.
W celu zapewnienia wymaganego nadzoru ze strony inwestora nad prowadzonymi robotami budowlanymi przeprowadzony został przetarg na nadzór inwestorski, w którym uczestniczyły dwie firmy, a wygrała go firma JPP Consult. Umowa została podpisana w dniu 6.04.2000 r.. Kolejnym etapem działań niezbędnych do rozpoczęcia realizacji przedsięwzięcia było ogłoszenie przetargu na realizację zadania. Wymagane ogłoszenie w Biuletynie Zamówień Publicznych ukazało się 9.02.2000 r. Do oceny złożonych ofert czterech firm powołano komisję w skład której wchodzili: przewodniczący Rady Miejskiej Wrocławia oraz członek komisji komunikacji, przedstawiciele ZDiK oraz dyrektor firmy JPP Consult. Wybrano ofertę firmy Dromex S.A. z Warszawy, co zostało zatwierdzone w dniu 15.05.2000 r. Umowę z wybranym wykonawcą podpisano 23.06.2000 r.
Kolejnym etapem niezbędnym do rozpoczęcia robót było uzyskanie decyzji o pozwoleniu na budowę. Zgodnie z założeniami i zawartą z wykonawcą umową prace powinny się rozpocząć w lipcu 2000 r. lecz do tego nie doszło w wyniku protestów podjętych przez mieszkańców przyległych osiedli. Dopiero więc 31.08.2000 r. Wojewoda Dolnośląski wydał stosowną decyzję, która stała się ostateczna 18.10.2000 r. Dzięki temu 20.10.2000 r. inwestor (ZDiK) mógł przekazać wykonawcy (Dromex S.A.) plac budowy. W fundamencie przy południowym przyczółku estakady umieszczono akt erekcyjny, który został podpisany przez ówczesnego Prezydenta Wrocławia Bogdana Zdrojewskiego, wiceprezydenta Stanisława Huskowskiego, a także przez Dyrektora Zarządu Dróg i Komunikacji, prezesa Dromex S.A. i Prezesa MOSTÓW-WROCŁAW. Z aktu tego wynika między innymi, że roboty budowlane rozpoczęto 23.10.2000 r. Oprócz opisanego dokumentu, w metalowym pojemniku umieszczono informację o budowie, gazetę codzienną z 22.11.2000 r. oraz po jednej monecie z polskiej waluty z każdego nominału (złoty, grosz).

### Budowa
Przekazane wykonawcy przez inwestora placu budowy miało miejsce w październiku 2000 r. Jeszcze tego samego roku rozpoczęto pierwsze roboty budowlane wykraczające poza roboty wstępne i organizacyjne. Między innymi już na przełomie października i listopada 2000 r. wykonano betonowanie pierwszego pala, a w listopadzie pierwszego fundamentu. Pod koniec grudnia 2000 r. zabetonowano pierwszy słup. Z kolei na przełomie czerwca i lipca 2001 r. rozpoczęto budowę łącznicy zachodniej. Pierwszy segment estakady zachodniej został wykonany we wrześniu 2001 r., a estakady wschodniej na początku grudnia 2001 r. Koniec wykonywania segmentów obu estakad miał miejsce około czerwca 2002 r., w dniach od 27.11.2002 r. do 29.11.2002 r. przeprowadzono próbne obciążenia, a same estakady zostały przekazane do ruchu w grudniu 2002 r. Jednak kolejne roboty budowlane były nadal prowadzone. Ostatnimi wykonanymi elementami były dojazdy do łącznic. Zakończenie robót miało miejsce w sierpniu 2003 r.. Budowę realizowano z uwzględnieniem części procedur FIDIC.
W trakcie budowy odbyło się kilka wizyt, spotkań i uroczystości. Między innymi 21.11.2001 r. odbyło się spotkanie wiceprezydenta Wrocławia Stanisława Huskowskiego, licznych osób z Urzędu Miejskiego Wrocławia oraz Zarządu Dróg i Komunikacji (ZDiK) oraz osób związanych z budową (kierownictwo, projektanci). W spotkaniu tym uczestniczyli także dziennikarze. 21.12.2001 r. miało miejsce spotkanie wigilijne dla pracowników, kierownictwa budowy i projektantów. Opisane spotkania urządzano wewnątrz estakady (skrzyni). 8.04.2002 r. doszło na budowie do wizyty wiceministra infrastruktury Mieczysława Muszyńskiego. Obecni byli także między innymi wicewojewoda dolnośląski Jerzy Bochenek, wiceprezydent Wrocławia Jarosław Obremski oraz przedstawiciele ZDiK. 13.06.2002 r. miała miejsce wizytacja, z udziałem także dziennikarzy, przeprowadzona przez Komisję Komunikacji Rady Miasta Wrocławia. Uczestniczył w niej między innymi ówczesny przewodniczący rady Marian Skutnik. Wizyta na budowie wiceprezydenta miasta Stanisława Huskowskiego i dziennikarzy towarzyszyła także wysuwaniu ostatniego segmentu estakady w dniu 25.06.2002 r.

### Przekazanie estakad do ruchu i uroczystość
Uroczystość związana z przekazaniem estakad do ruchu odbyła się w dniu 20.12.2002 r.. Rozpoczęła się o godzinie 1400. Przemówienia wygłosili: Rafał Dutkiewicz (Prezydent Wrocławia), Stanisław Huskowski (przewodniczący Rady Miejskiej Wrocławia), Andrzej Radoszewski (wiceprezes Budimex-Dromex S.A.), Jan Tyrawa (biskup). Następnie nastąpiło przecięcie wstęgi i spacer po estakadach. O godzinie 1500 zostały one otwarte dla ruchu. Ostatnim elementem uroczystości związanych z ich otwarciem było spotkanie od godziny 1600 w hotelu PARK PLAZA, także z udziałem przedstawicieli budowniczych estakad.

## Nazwa, zakres pojęciowy
Nazwa estakady "Gądowianka" została nadana uchwałą Rady Miejskiej Wrocławia nr VIII/145/03 z dnia 24.04.2003 r. i odnosi się ona do odcinka drogi, której początek znajduje się przy skrzyżowaniu z ulicą Bystrzycką, a koniec przy skrzyżowaniu z ulicą Szwajcarską. Jednakże uchwała ta mówi o nadaniu nazwy estakadzie (na wskazanym tu odcinku) jako "Gądowianka", bez słowa "Estakada". Tymczasem w zestawieniu dróg zarządzanych przez Zarząd Dróg i Utrzymania Miasta (ZDiUM) oraz w ewidencja miejscowości, ulic i adresów nazwa ulicy podana jest jako Estakada Gądowianka i tak samo zapisana jest w bazie TERYT, rejestr ULIC (przy czym warto wspomnieć w tym kontekście, że w przedmiotowej bazie nie występuje kategoria/rodzaj "estakada", co oznacza iż słowo to może stanowić integralną część nazwy; do Estakady Gądowianka w bazie tej przypisany jest kategoria/rodzaj "inne", co może jednak oznaczać, iż jest to inna kategoria/rodzaj, analogicznie jak ulica czy plac i nie powinno słowo estakada być pisane z dużej litery jako część nazwy lecz tak jak w uchwale o nadaniu nazwy z małej litery jako kategoria/rodzaj).
Nazwa Gądowianka lub Estakada Gądowianka, często w potocznym lub codziennym użyciu odnoszona jest wyłącznie do samych obiektów mostowych – wiaduktów i łącznic – stanowiących podstawę odcinka tej ulicy od ulicy Bystryckiej do ulicy Duńskiej i ulicy Szkockiej. Takie też pojęcie tych nazw dominowało szczególnie w początkowym okresie przed, w trakcie i zaraz po zakończeniu budowy estakad, a przed oficjalnym nadaniem nazwy ulicy, o którym mowa wyżej. Przy takim ujęciu pozostały odcinek stanowiący drogę położoną w poziomie terenu (od ulicy Duńskiej i ulicy Szkockiej do ulicy Klecińskiej oraz Szwajcarskiej i Francuskiej) nazywany bywa ulicą Klecińską, co niezgodne jest z oficjalnym, obowiązującym nazewnictwem ulic, tym bardziej, że ulica Klecińska nadal przebiega równolegle do Estakady Gądowianka na zachowanych odcinkach.
Stosowano także inne nazwy robocze i potoczne, szczególnie w odniesieniu do samych wiaduktów:
- Estakady Gądowskie (we wczesnym okresie, szczególnie w odniesieniu do samych estakad)
- Estakady nad ulicą Strzegomską i torami PKP (robocza nazwa inwestycji w zakresie obiektów mostowych)[34][38][39].

## Układ drogowy
Estakada Gądowianka przebiega od ulicy Bystrzyckiej, jako kontynuacja ulicy Na Ostatnim Groszu, przez osiedla: Gądów-Popowice Południowe, Nowy Dwór i Muchobór Mały, do ulicy Szwajcarskiej, a jaj kontynuację w ramach obwodnicy śródmiejskiej stanowi ulica Klecińska. Równolegle do tej ulicy, na odcinku od ulicy Francuskiej do ulicy Strzegomskiej, przebiega we fragmentach, po śladzie dawnej drogi, ulica Klecińska, bez połączenia kołowego tych jej odcinków z Estakadą Gądowianka, a jedynie z połączeniami z lokalnymi ulicami osiedla Muchobór Mały. Przedmiotowa ulica na odcinku przebiegającym równolegle do Estakady Gądowianka stała się drogą dojazdową. Estakada Gądowianka łączy się z następującymi drogami:
| powiązanie                         | droga                                                      | foto   | opis    |
| ---------------------------------- | ---------------------------------------------------------- | ------ | ------- |
| kontynuacja                        | ulica Na Ostatnim Groszu                                   |        |         |
| skrzyżowanie sygnalizacja świetlna | ulica Bystrzycka                                           |        |         |
| skrzyżowanie                       | łącznica wschodnia do ulicy Strzegomskiej                  |        |         |
| skrzyżowanie                       | łącznica zachodnia do ulicy Strzegomskiej                  |        |         |
| skrzyżowanie                       | łącznik z ulicy Strzegomskiej klasy głównej przyśpieszonej |        |         |
| skrzyżowanie                       | ulica Traktatowa klasy lokalnej                            |        |         |
| skrzyżowanie sygnalizacja świetlna | ulica Duńska klasy lokalnej                                |        | w prawo |
| skrzyżowanie sygnalizacja świetlna | ulica Szkocka                                              | w lewo |         |
| skrzyżowanie                       | ulica Muchoborska klasy zbiorczej, dalej lokalnej          |        |         |
| skrzyżowanie sygnalizacja świetlna | ulica Szwajcarska klasy lokalnej                           |        |         |
| skrzyżowanie sygnalizacja świetlna | ulica Francuska                                            |        |         |
| kontynuacja                        | ulica Klecińska                                            |        |         |

Wszystkie ulice, z którymi łączy się Estakada Gądowianka, począwszy od ulicy Traktatowej do końca (ulica Francuska i Szwajcarska), z wyłączeniem oczywiście jej kontynuacji – ulicy Klecińskiej – położone są w strefie ograniczenia prędkości do 30 km/h.

## Drogi
Estakada Gądowianka stanowi dwujezdniową ulicę (podobnie jak stanowiące jej kontynuacje w ramach obwodnicy śródmiejskiej ulice: Na Ostatnim Groszu i Klecińska), z pasem rozdzielającym zagospodarowanym zielenią, o długości 1 652 m, w tym jezdnie na dwóch wiaduktach o długości odpowiednio: wschodni 618 m i zachodni 633 m. Na każdym z nich urządzono trzypasmowe jezdnie, przy czym pas prawy służy do zjazdu i włączenia ruchu z łącznic. Z wiaduktami tymi połączone są łącznice umożliwiające zjazd i wjazd z ulicy Strzegomskiej dla kierunku jazdy od centrum miasta w kierunku osiedla Nowy Dwór. Na obu łącznicach umieszczono jednojezdniowe drogi dwupasmowe dla dwóch kierunków jazdy o szerokości 8,4 m (dla łącznicy wschodniej od 7,0 do 8,4 m) oraz po jednej stronie drogę dla pieszych i rowerzystów o szerokości 2,5 m. Długość dróg na łącznicach wynosi odpowiednio: łącznica wschodnia 168 m i łącznica zachodnia 164 m, a szerokość każdej z jezdni na wiaduktach wynosi 10,4 m oraz chodników 2,5 m (droga dla pieszych i rowerzystów). Ponadto istnieje łącznik od ulicy Strzegomskiej z kierunku osiedla Nowy Dwór do estakady w kierunku ulicy Klecińskiej. Pozostałe połączenia drogowe między estakadą a ulicą Strzegomską dla kierunku z osiedla Nowy Dwór do centrum miasta realizowane są poprzez ulice: Muchoborską, Traktatową i Duńską. Na całej długości dróg przypisanych do Estakady Gądowianka jezdnie posiadają nawierzchnie z masy bitumicznej. Szerokość ulicy w liniach  rozgraniczających w określonym miejscu wynosi 45,5 m.
Opisanym drogą przypisano klasę główną przyśpieszoną oraz kategorię dróg krajowych. Przez wymienione drogi wyznaczono przebieg:
- dróg krajowych:
  - nr 5
  - nr 94[7][30][43][45][77][78]
- drogi międzynarodowej: E261[30][43][77][79].

Wymienione drogi mają przypisane numery ewidencyjne: K0000940264011 i K0000050264011. Ponadto przypisana jest do tej ulicy także działka położona w pobliżu ulicy Duńskiej o statusie drogi wewnętrznej.

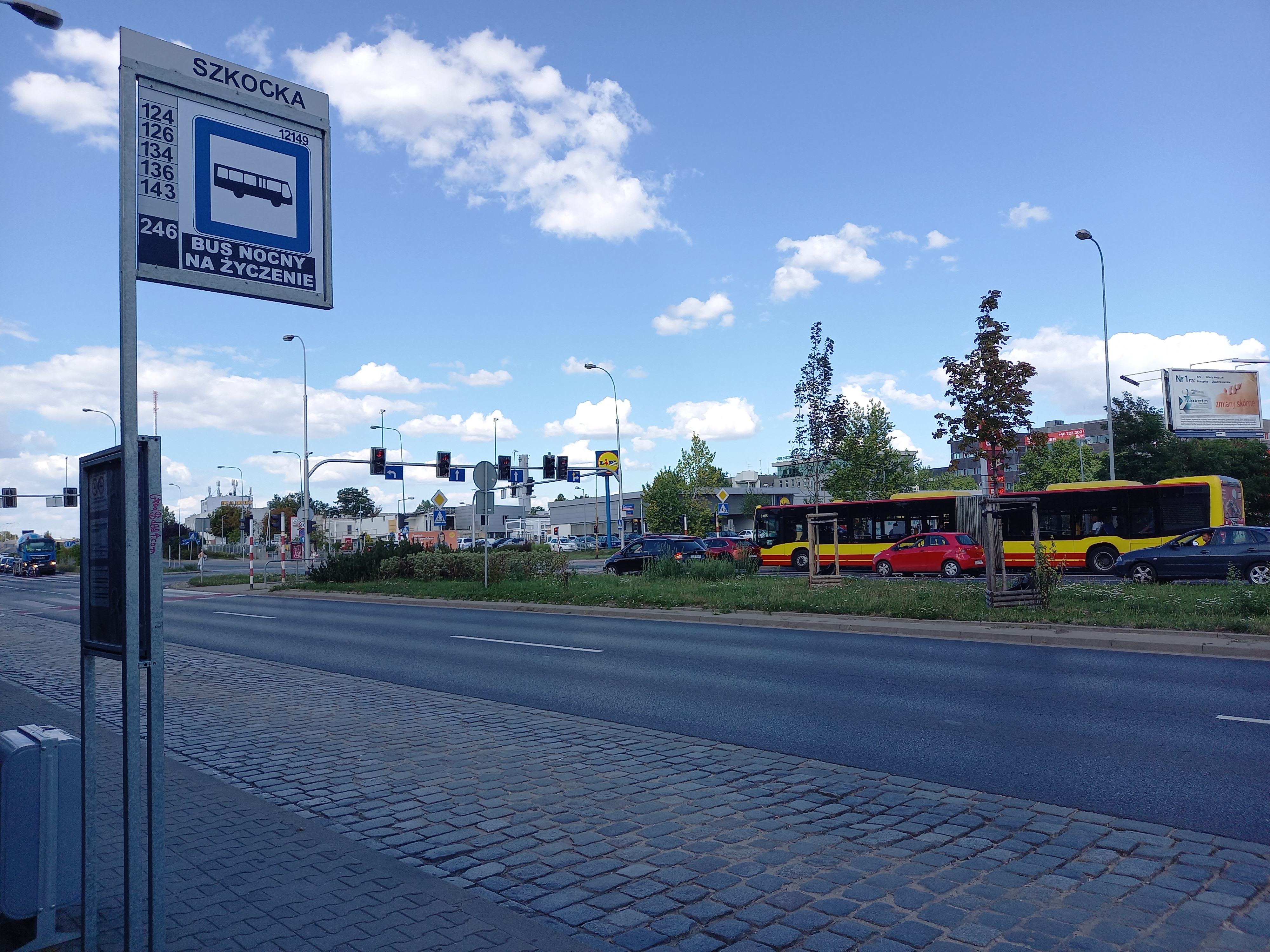
Przystanek autobusowy "Szkocka"

Wzdłuż całej ulicy zbudowano po obu stronach chodniki i drogi rowerowe lub ciągi piesze i pieszo-rowerowe. W ramach komunikacji miejskiej wyznaczono tędy trasy przejazdów dla linii autobusowych. Pasażerowie tej komunikacji korzystają z położonych przy ulicy przystanków o nazwach: "Gądowianka" (skrzyżowanie Estakady Gądowianka, ulicy Bystrzyckiej i Na Ostatnim Groszu), "Szkocka" (skrzyżowanie Estakady Gądowianka, ulicy Szkockiej i Duńskiej), "Wrocławski Park Technologiczny" (skrzyżowanie Estakady Gądowianka, ulicy Szwajcarskiej, Francuskiej i Klecińskiej) . Ulica na całej długości ma rezerwę terenu, w pasie między jezdniami, pod budowę dwutorowej linii tramwajowej, łącznie z możliwością budowy trzeciego wiaduktu pomiędzy już istniejącymi o długości około 615 m, dla ewentualnego przeprowadzenia torowiska tramwajowego.
Estakady stanowią znaczący i charakterystyczny element całej trasy (obwodnicy śródmiejskiej) istotnej dla połączeń komunikacyjnych miasta i tranzytu. Usprawniają też znacznie ruch poprzez bezkolizyjne skrzyżowanie z ruchliwą ulicą Strzegomską.

## Obiekty mostowe

### Wykaz
Położone w ciągu Estakady Gądowianka obiekty mostowe, umożliwiające przeprowadzenie ruchu kołowego, pieszego i rowerowego ponad ulicą Strzegomską i torami kolejowymi, obejmują:
- estakada wschodnia, na której wykonano jezdnię umożliwiającą ruch kołowy z południa na północ (tj. od ulicy Klecińskiej do ulicy Na Ostatnim Groszu)
- estakada zachodnia, na której wykonano jezdnię umożliwiającą ruch kołowy z północy na południe (tj. od ulicy Na Ostatnim Groszu do ulicy Klecińskiej)
- łącznica wschodnia, zapewniająca połączenie od ulicy Klecińskiej (kierunek południowy) z ulicą Strzegomską w kierunku osiedla Nowy Dwór (kierunek zachodni) oraz z kierunku wschodniego (od centrum miasta) ulicy Strzegomskiej w kierunku ulicy Na Ostatnim Groszu
- łącznica zachodnia, zapewniająca połączenie z kierunku północnego z ulicą Strzegomską w kierunku osiedla Nowy Dwór (kierunek zachodni) oraz z kierunku wschodniego (od centrum miasta) ulicy Strzegomskiej w kierunku ulicy Klecińskiej (kierunek południowy)[37][87].

### Estakady
Głównymi obiektami mostowymi są dwie równolegle przebiegające estakady, określane zgodnie z ich położeniem jako wschodnia i zachodnia. Estakady przebiegają w łuku o zmiennym promieniu (o skomplikowanej geometrii). Można tu podać jego rząd wielkości na około 900 m. Pomost dla obu estakad wykonano w przekroju skrzynkowym o wysokości ustrojowej 2,6 m. Szerokość estakad w koronie budowli wynosi 15,92 m, a odległość między nimi wynosi 8,2 m, co daje łączną szerokość całego układu 40,04 m. Oba wiadukty mają po 15 przęseł. Ich rozpiętości wynoszą odpowiednio:
- estakada zachodnia, przęsła[c]: 32,20 m, 43,00 m, 43,00 m, 52,00 m (tory kolejowe ze stacji Wrocław Gądów), 41,00 m, 37,00 m, 37,00 m, 47,00 m (tory kolejowe), 47,00 m, 46,00 m (łącznica zachodnia), 46,00 m, 48,00 m (ulica Strzegomska), 40,00 m, 35,00 m, 30,00 m
- estakada zachodnia, przęsła[c]: 33,20 m, 40,00 m,  40,00 m, 52,00 m (tory kolejowe ze stacji Wrocław Gądów), 42,00 m, 39,00 m (łącznica wschodnia), 48,00 m, 46,00 m, 46,00 m (tory kolejowe), 36,00 m, 36,00 m, 46,75 m (ulica Strzegomska), 40,00 m, 35,00 m, 30,00 m[74].

| wielkość     | długość estakad | długość estakad | długość estakad | powierzchnia estakad | powierzchnia estakad | powierzchnia estakad |
| wielkość     | zachodnia       | wschodnia       | razem           | zachodnia            | wschodnia            | razem                |
| ------------ | --------------- | --------------- | --------------- | -------------------- | -------------------- | -------------------- |
| z dojazdami  | 791,70 m        | 767,15 m        | 1 558,85 m      | 12 604 m²            | 12 123 m²            | 24 817 m²            |
| bez dojazdów | 632,60 m        | 618,15 m        | 1 250,75 m      | 10 041 m²            | 9 841 m²             | 19 912 m²            |
| w osi łożysk | 624,20 m        | 609,75 m        | 1 233,95 m      | nie dotyczy          | nie dotyczy          | nie dotyczy          |

### Łącznice
Łącznica wschodnia rozpoczyna się przy estakadzie wschodniej, a kończy przy ulicy Strzegomskiej umożliwiając realizację wyżej opisanych połączeń drogowych. Z kolei łącznica zachodnia rozpoczyna się przy estakadzie zachodniej, a kończy przy ulicy Strzegomskiej również umożliwiając realizację wyżej opisanych połączeń drogowych. Pomost dla obu łącznic wykonano w przekroju pełnym o wysokości ustrojowej 1,6 m. Szerokość w koronie łącznic wynosi 13,82 m. Każda z łącznic ma po 6 przęseł o następujących długościach:
- łącznica zachodnia[d]: 19,00 m, 27,00 m, 27,00 m, 27,00 m, 27,00 m, 21,50 m,
- łącznica wschodnia[d]: 19,00 m, 21,50 m, 27,00 m, 27,00 m, 27,00 m, 21,50 m[74].

| wielkość     | długość łącznic | długość łącznic | długość łącznic | powierzchnia łącznic | powierzchnia łącznic | powierzchnia łącznic |
| wielkość     | zachodnia       | wschodnia       | razem           | zachodnia            | wschodnia            | razem                |
| ------------ | --------------- | --------------- | --------------- | -------------------- | -------------------- | -------------------- |
| z dojazdami  | 217,09 m        | 270,59 m        | 487,68 m        | 3 000 m²             | 3 740 m²             | 6 740 m²             |
| bez dojazdów | 164,42 m        | 167,57 m        | 331,99 m        | 2 272 m²             | 2 316 m²             | 4 588 m²             |
| w osi łożysk | 158,02 m        | 159,13 m        | 317,15 m        | nie dotyczy          | nie dotyczy          | nie dotyczy          |

### Wskaźniki materiałowe
Do budowy wyżej opisanych obiektów mostowych zużyto między innymi:
- 32 142 m3 betonu, w tym: klasy B15 – 730 m3, B25 (pale) – 2426 m3, B30 (podpory: 8159 m3, kapy chodnikowe: 2784 m3) – 10 943 m3, B40 (ciosy podłożyskowe: 50 m3, łupiny: 1853 m3) – 1903 m3, B60 (przęsła) –  16 140 m3
- 3 603 438 kg stali zbrojeniowej, w tym: pale – 308 572 kg, podpory – 910 140 kg, kapy chodnikowe – 265 572 kg, prefabrykaty łupin – 289 470 kg, przęsła – 1 829 684 kg
- 631 900 kg stali sprężającej[39][88].

### Wskaźniki kosztowe
Realizacja tak dużej i ważnej inwestycji wymagała znacznych nakładów finansowych. Jak wyżej wspominano na etapie studialnych i konkursu na koncepcję estakad drogowych ten czynnik brany był pod uwagę jako istotny, choć oczywiście niejedyny, w procesie podejmowania decyzji na etapie przygotowania i projektowania budowy. Za realizację opisanych obiektów mostowych, według cen netto z 2000 r., poniesiono następujące koszty: projekt budowlany 3 045 000 zł, projekt wykonawczy 1 034 350 zł, roboty budowlano-montażowe 77 677 376 zł oraz waloryzacja cen 393 428 zł, nadzór inwestorski 1 490 000 zł, nadzór autorski 63 997 zł, co daje łączną kwotę 90 409 954 zł. Takie koszty w przeliczeniu na 1 m2 powierzchni estakad daje następujące wskaźniki kosztowe: w samych robotach budowlano-montażowych 3 410 zł/m2, natomiast ogółem 3 690 zł/m2.

### Zastosowane rozwiązania techniczne i technologia robót
Zasadniczym posadowieniem estakad na gruncie są 102 pale o średnicy  1 500 mm i długości 10 m oraz 24 pale o średnicy  1 820 mm i długości również 10 m. Pale zbrojono prefabrykowanymi elementami wykonanymi w wytwórni. Na wymienionych palach oparto podpory pośrednie przy czym głównie jest to 6 pali  1 500 mm w dwóch rzędach na jedną podporę lub 4 pale 1820 mm w jednym rzędzie. Ponadto od strony ulicy Bystrzyckiej wykonano ścianki szczelne zabijane przy pomocy dwóch kafarów KP 32G. Prace wiertniczne pod pale wykonywano natomiast wiertnicą BAUER BS70. W jednym z miejsc wiercenia otworu pod pal natrafiono na głębokości około 8 m na głaz, który został rozkruszony metodą wybuchową. Oprócz posadowienia na palach zastosowano tam gdzie było to możliwe fundamenty bezpośrednie na gruncie, w szczególności dla przyczółków estakad i łącznic oraz pierwszych filarów od poszczególnych przyczółków.
Pomost estakady oparty jest na słupach, które z kolei posadowione są na wyżej opisanych fundamentach. Dla estakad i łącznic zaprojektowano i wykonano słupy o przekroju kołowym. Ich średnica pod estakadami wynosi 2 000 mm. Natomiast słupy łącznic mają średnicę 1 500 mm. Najwyższe ze słupów mają wysokość 12 m. Na słupach i przyczółkach umieszczono ciosy podłożyskowe z betonu samozagęszczalnego. Na nich umieszczono łożyska garnkowe TOBE, wyprodukowane w Norwegii, przy czym w zależności od miejsca montażu dobrano odpowiednie łożyska stałe, jednokierunkowo przesuwne lub wielokierunkowo przesuwne.
Wyżej opisane konstrukcje stanowią nośną podstawę dla ustroi nośnych, na których zrealizowano drogi i chodniki oraz inne elementy infrastruktury drogowej. Ustroje nośne zarówno estakad jak i łącznic wykonano jako konstrukcje sprężone. Do sprężania zastosowano system Freyssineta, w tym sprężenie centryczne, sprężenie docelowe wewnętrzne, sprężenie docelowe zewnętrzne, sprężenie poprzeczne. Estakady wykonano w przekroju skrzynkowym z dwoma wspornikami. Szerokość tak ukształtowanego przekroju w koronie wynosi 15,02 m, natomiast mierząc w osiach ścianek bocznych skrzynki oraz do krawędzi wsporników, długość dolnego boku skrzynki wynosi 7,00 m, a długość wsporników 4,01 m. Wysokość opisanej konstrukcji od krawędzi górnej do krawędzi dolnej wynosi 2,58 m.
Część pomostów przy przyczółkach zrealizowano na rusztowaniach, a część metodą nasuwania podłużnego, odpowiednio dla estakady zachodniej 430,60 m, a dla estakady wschodniej 420,45 m, razem 839,75 m. Wytwórnię segmentów nasuwanych zorganizowano na placu budowy między ulicami Muchoborską, Strzegomską i Klecińską. Do montażu wykonanych w niej elementów firma Freyssinet Polska zaprojektowała metodę nasuwania polegającą na pchaniu przęseł orczykiem, który z kolei był ciągnięty za pomocą siłowników opartych na żelbetowej podporze TSA zaprojektowanej przez MOSTY WROCŁAW S.C., dwoma zestawami lin naciągowych. Tę samą metodę zastosowano później do budowy mostu (estakad) w ciągu Autostradowej Obwodnicy Wrocławia. Ogółem na każdą z estakad nasunięto po 27 segmentów, co łącznie daje 54 segmenty nasuwane o łącznej długości około 850 m i masie 25 000 ton. Segmenty miały długość od 10 503 mm do 18 010 mm, a największa rozpiętość przęsła z nasuwanymi segmentami wynosiła 33,5 m. Średni czas wykonania i wysunięcia jednego segmentu wyniósł: dla estakady zachodniej 10,3 dnia, a dla estakady wschodniej 7,8 dnia. Maksymalna siła trakcyjna nasuwania wynosiła 7000 kN. Przy średniej sile nasuwania 4,2 MN urządzenia trakcyjne wykonały łączną pracę o wartości około 1,8 GJ. Całość tak ukształtowanej konstrukcji dopełniają prefabrykowane łupiny żelbetowe, montowane do opisanych dźwigarów (segmentów) skrzynkowych. Pełnią one zarówno funkcję estetyczną jak i konstrukcyjną przenosząc przez żebro część obciążeń ze wspornika płyty pomostu (zastrzały podpierające wsporniki). Łącznie zamontowano 1263 łupiny, z których każda miała masę 3,52 tony. Zarówno podpory jak i powierzchnie boczne estakad i łącznic pomalowano odpowiednimi preparatami zwiększającymi estetykę obiektu i trwałość powierzchni betonowych. Dla podpór zastosowano Sika Monotop 620 i Sikagard 680S Beton Color, a dla przęseł zastosowano dwie warstwy NUFUFILL BS produkcji MC Bauchemie.

### Instytucje i firmy
W procesie realizacji inwestycji brały udział między innymi następujące instytucje i firmy:
- inwestor: Zarząd Dróg i Komunikacji we Wrocławiu[19][102]
- nagrodzone koncepcje:
  - Zespół Badawczo-Projektowy MOSTY-POLSKIE S.C.
  - TRANSPROJEKT GDAŃSKI[19][103]
- projektowanie:
  - Zespół Badawczo-Projektowy MOSTY-POLSKIE S.C. – projekt budowlany i inne opracowania projektowe[19][104]
  - Biuro Studiów i Projektów komunikacji i Inżynierii Miejskiej "BIPROSKIM" - projekty budowlano-wykonawcze[105]
  - Biuro Projektów Dróg i Mostów "BBKS-PROJEKT" Sp. z o.o. – projekty branżowe[106]
  - ARS VITAE – ocena oddziaływania na środowisko[105]
  - GEODEX S.C. – prace geodezyjno-kartograficzne[105]
- budowa:
  - Dromex S.A. – wykonawca[19][107]
  - JPP Consult Pośnik Jerzy – nadzór inwestorski[107]
  - podwykonawcy ważnych robót specjalistycznych:
    - Wrocławskie Przedsiębiorstwo Budownictwa Przemysłowego - 2 "WROBIS" S.A. – podpory
    - FREYSINET POLSKA Sp. z o.o. – sprężanie i nasuwanie
    - "DROMEX-CIESZYN" Sp. z o.o. – część estakad na rusztowaniach
    - Zakład Robót Mostowych Stanisław Bachry – część estakad na rusztowaniach
    - Przedsiębiorstwo Budowy Mostów Sp. z o.o. – rusztowania i deskowania łącznic
    - "MAT-BUD" Sp. z o.o. – roboty zbrojarskie
    - Zakład Głębokiego Fundamentowania – pale i ścianki szczelne
    - Przedsiębiorstwo Robót Kolejowych i Inżynieryjnych S.A. – trakcja kolejowa, sieci energetyczne i telekomunikacyjne[108]
- badania materiałów:
  - Zakład Mostów Instytutu Inżynierii Lądowej Politechniki Wrocławskiej
  - Instytut Badawczy Dróg i Mostów
  - Laboratorium Drogowe we Wrocławiu Gospodarstwo Pomocnicze Dyrekcji Dróg Krajowych i Autostrad[109]
- próbne obciążenia:
  - UNIVERSAL SYSTEM s.c. – projekt próbnych obciążeń[110]
  - Zakład Mostów Instytutu Inżynierii Lądowej Politechniki Wrocławskiej – realizacja próbnych obciążeń[111].

## Jezdnie, chodniki i inne obiekty
Opisana wyżej "surowa" konstrukcja nośna estakad stanowi podstawę wykonania zasadniczych elementów użytkowych – dróg wraz z ich wyposażeniem technicznym umożliwiających komunikację. Nawierzchnie jezdni wykonano w dwóch warstwach: ochronnej z betonu asfaltowego o grubości 5 cm ułożonej na izolacji zabezpieczającej powierzchnię betonu wykonanej z papy mostowej AWAMOST ułożonej na zagruntowanej powierzchni przy pomocy preparatu asfaltowego AWA HYDROL, oraz z warstwy ścieralnej SMA o grubości 4 cm z mieszanki mineralno-bitumicznej ujęte w krawężniki z polibetonu. Dla potrzeb komunikacji pieszej i rowerowej wykonano kapy chodnikowe. Nawierzchnia chodników została wykonana w trzech warstwach: gruntującej z SIKAFLOOR 156, podkładowej o grubości 3 mm z ICOSIT ELASTOMASTIC TF oraz warstwy górnej z SIKAFLOOR 363 ELASTIC, w kolorze zbliżonym do betonu. Do łącznia jezdni na estakadach i łącznicach z jezdniami na przyczółkach zastosowano dylatacje 3W lub MLTIFLEX T140 firmy Freyssinet. Również na jezdniach pozostałego odcinka ulicy położonego na poziomie gruntu zastosowano nawierzchnię bitumiczną, a dla chodników i dróg rowerowych zastosowano nawierzchnię z kostki betonowej.
Na estakadach zamontowano odpowiednie balustrady, ekrany akustyczne i bariery ochronne. Balustrady i konstrukcje wsporcze wykonano w firmie Mostostal Kraków CENTRUM S.A. jako stalowe, natomiast wypełnieniem ekranów są płyty PLEXIGLASS SOUNDSTOP GS koloru Steel blue o grubości 15 mm. Jeżeli zaś chodzi o bariery ochronne to zastosowano bariery SP-06. Ponadto wzdłuż wschodniej krawędzi ulicy na poziomie terenu zbudowano ekrany akustyczne oddzielające Gądowiankę od ulicy Klecińskiej i zabudowy osiedla Muchobór Mały obsadzone roślinnością pnącą. W estakadach wykonane zostało przez Przedsiębiorstwo Robót Specjalistycznych KAN-REM Sp. z o.o. odwodnienie, w ramach którego zamontowano 27 wpustów mostowych WM200 i 40 wpustów WM150, 45 mb rur GFK o średnicy 150 mm i 1543,9 mb rur GFK o średnicy 250 mm oraz kompresory firmy KE-BURGMANN Poland Sp. z o.o.. Oświetlenie wykonało natomiast Przedsiębiorstwo Robót Kolejowych i Inżynieryjnych S.A. z Wrocławia. Zamontowano między innymi stalowe, rurowe słupy oświetleniowe wykonane, według indywidualnego projektu, przez firmę KROMIS-BIS z Częstochowy. Na nich zamontowano oprawy wysokoprężnych lamp sodowych typu SON-T-PLUS 250 W o średniej iluminacji 1,9 cd/m2. Ponadto na dojazdach estakad zamontowano tablice, ostrzegające kierowców o zagrożeniach i informujące o warunkach drogowych, typu MOPG-2.0, współpracujące ze stacją ostrzegania przed gołoledzią typu ASPG.

## Obiekty kolejowe

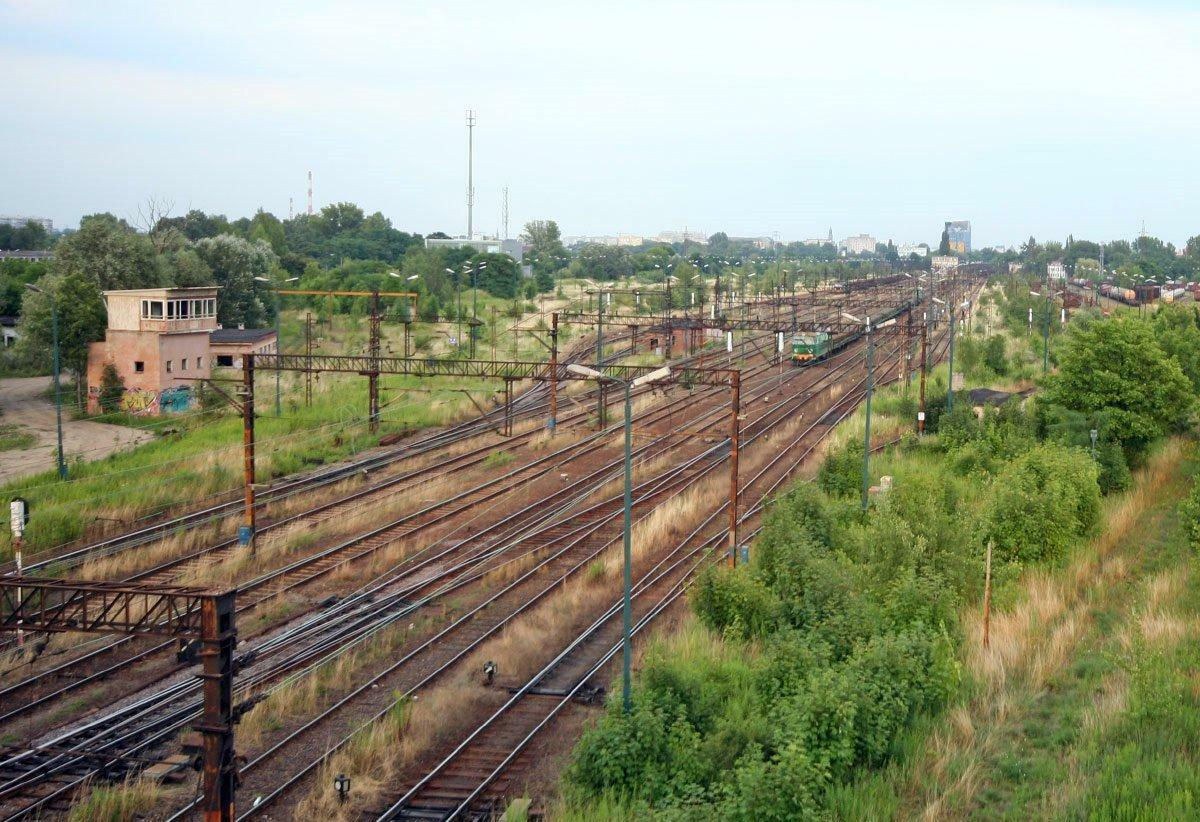
Wrocław Gądów

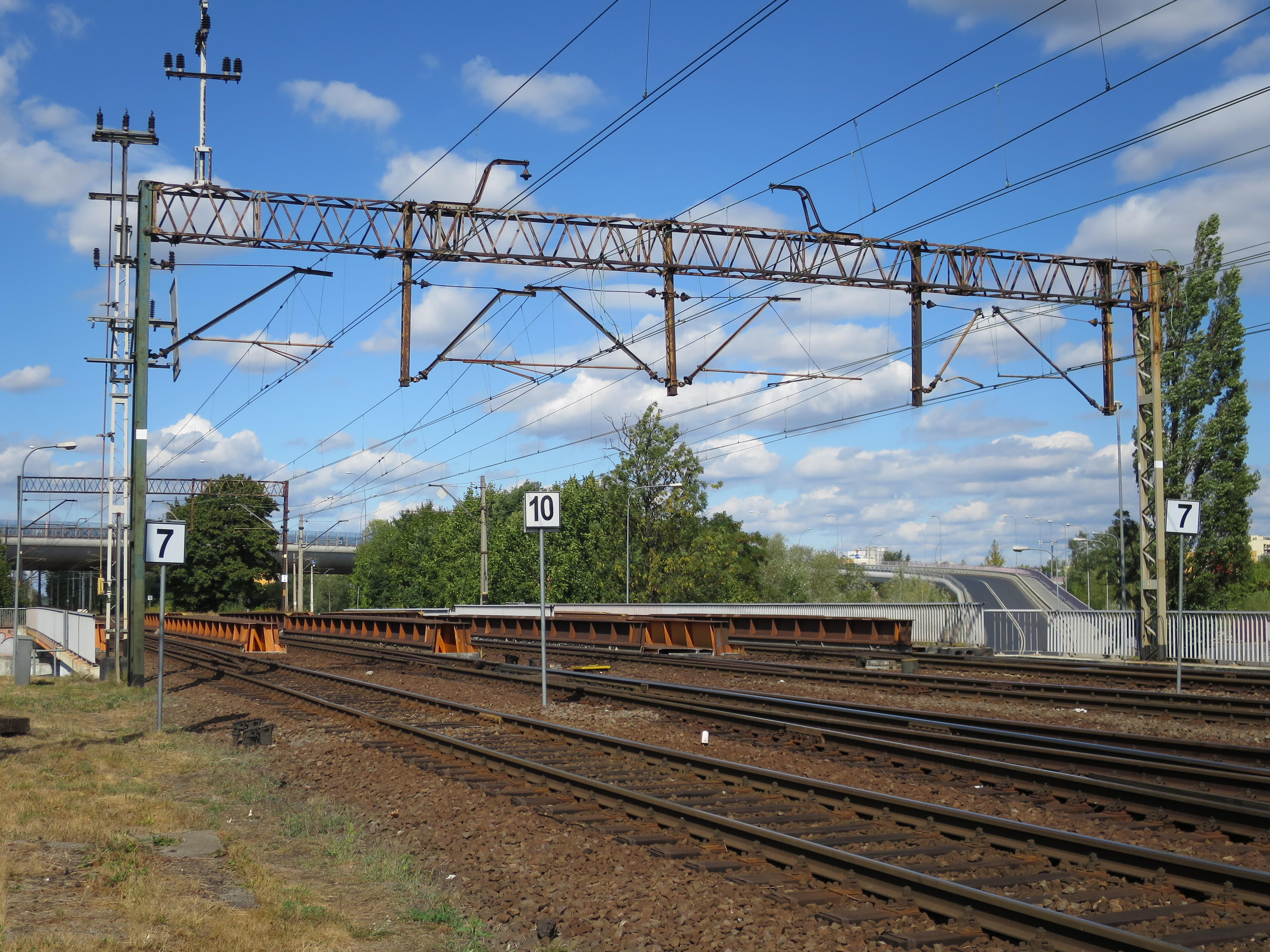
Wiadukt kolejowy nad ul. Strzegomską, dalej estakada, po prawej łącznica wschodnia

Wiadukty Estakady Gądowianka przebiegają między innymi nad terenami kolejowymi umożliwiając bezkolizyjny ruch pojazdów ponad dwoma grupami torów kolejowych (łącznie dwanaście torów kolejowych rozrzuconych na znacznej przestrzeni) obejmujących następujące linie kolejowe:
- LK 349, LK 752, LK 759[77][123] [124], LK 751[124][125], po stronie wschodniej stacja Wrocław Gądów[77][123] [124][126]
- LK 273, LK 275[77][123] [127][128].

## Zagospodarowanie

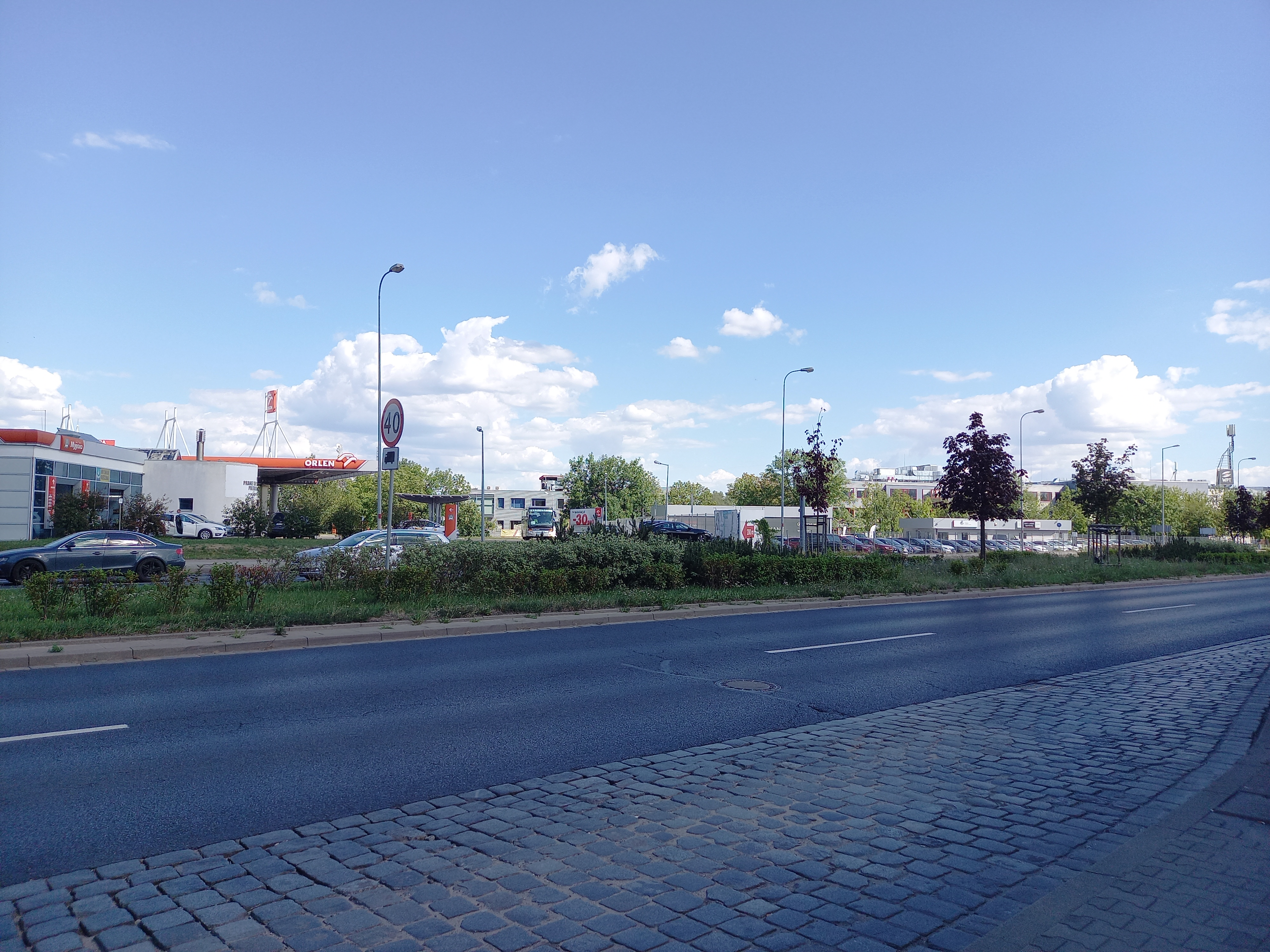
Stacja paliw i komis

Przy ulicy Estakada Gądowianka nie ma żadnych numerów adresowych. Wszystkie posesje przypisane są pod względem adresów do ulic sąsiednich, w szczególności posesje po stronie zachodniej z włączeniem do drogi publicznej – do zachowanych fragmentów drogi stanowiących ulicę Klecińską – mają numery parzyste przypisane do ulicy Klecińskiej, jak również posesje położone po stronie wschodniej – gdzie nie ma odrębnej drogi – mają numery nieparzyste także przypisane do ulicy Klecińskiej.
W początkowym biegu Estakady Gądowiaka przed torami kolejowymi po stronie zachodniej znajduje się teren Rodzinnych Ogrodów Działkowych "Gądowianka", o powierzchni 10,5099 ha, a po stronie wschodniej tereny przemysłowe. Dalej przebiegają wiadukty ponad terenami kolejowymi do ulicy Strzegomskiej. Także przy obu łącznicach znajdują się tereny przemysłowe, usługowe i kolejowe. Dla części tych terenów położonych po stronie wschodniej estakady między ulicą Bystrzycką i torami kolejowymi określono nowe przeznaczenie, między innymi pod usługi, handel i zieleń. Dalej, za ulicą Strzegomską, po stronie zachodniej ulicy Estakada Gądowianka, na odcinku od ulicy Francuskiej do ulicy Strzegomskiej jak wyżej wspomniano przebiega ulica Klecińska w postaci fragmentów dawnej drogi, a za nią znajduje się zabudowa osiedla Muchobór Mały, w której dominuje niska zabudowa mieszkalna domów jednorodzinnych, bliźniaczych i szeregowych oraz niskich budynków wielorodzinnych. Tylko przy skrzyżowaniu z ulicą Szkocką po tej stronie ulicy znajduje się budynek biurowy z lokalami handlowo-usługowymi pod adresem ulica Szkocka 1-9 – biurowiec Szkocka Point. Ten obszar zabudowy miasta określany jest mianem osiedla kameralnego. Charakter zabudowy po stronie wschodniej na tym odcinku jest diametralnie inny. Tu dominuje zabudowa biurowa i handlowo-usługowa oraz przemysłowa z takimi obiektami jak między innymi: piekarnia należąca do grupy Mamut Polska S.A. z adresem przy ulicy Muchoborskiej 3, supermarket sieci Lidl z parkingiem przy ulicy Muchoborskiej 7, stacja paliw grupy Orlen przy ulicy Muchoborskiej 9, zabudowa Wrocławskiego Parku Technologicznego przy ulicy Klecińskiej 123, 125 i ulicy Muchoborskiej 18 oraz budynki przy ulicy Duńskiej.
Estakada Gądowianka położona jest w obszarze należącym do osiedli: Gądów-Popowice Południowe (od ulicy Bystrzyckiej do torów kolejowych stacji Wrocław Gądów), Nowy Dwór i Muchobór Mały jako ich granica (od wskazanych torów kolejowych do ulicy Strzegomskiej) i Muchobór Mały na pozostałym odcinku, w dawnej dzielnicy Fabryczna. Stanowi ona począwszy od torów kolejowych do granicy Rodzinny Ogrodów Działkowych Radość, wraz z krótkim odcinkiem ulicy Klecińskiej, wschodnią granicę jednostki urbanistycznej Nowy Dwór.

## Zieleń

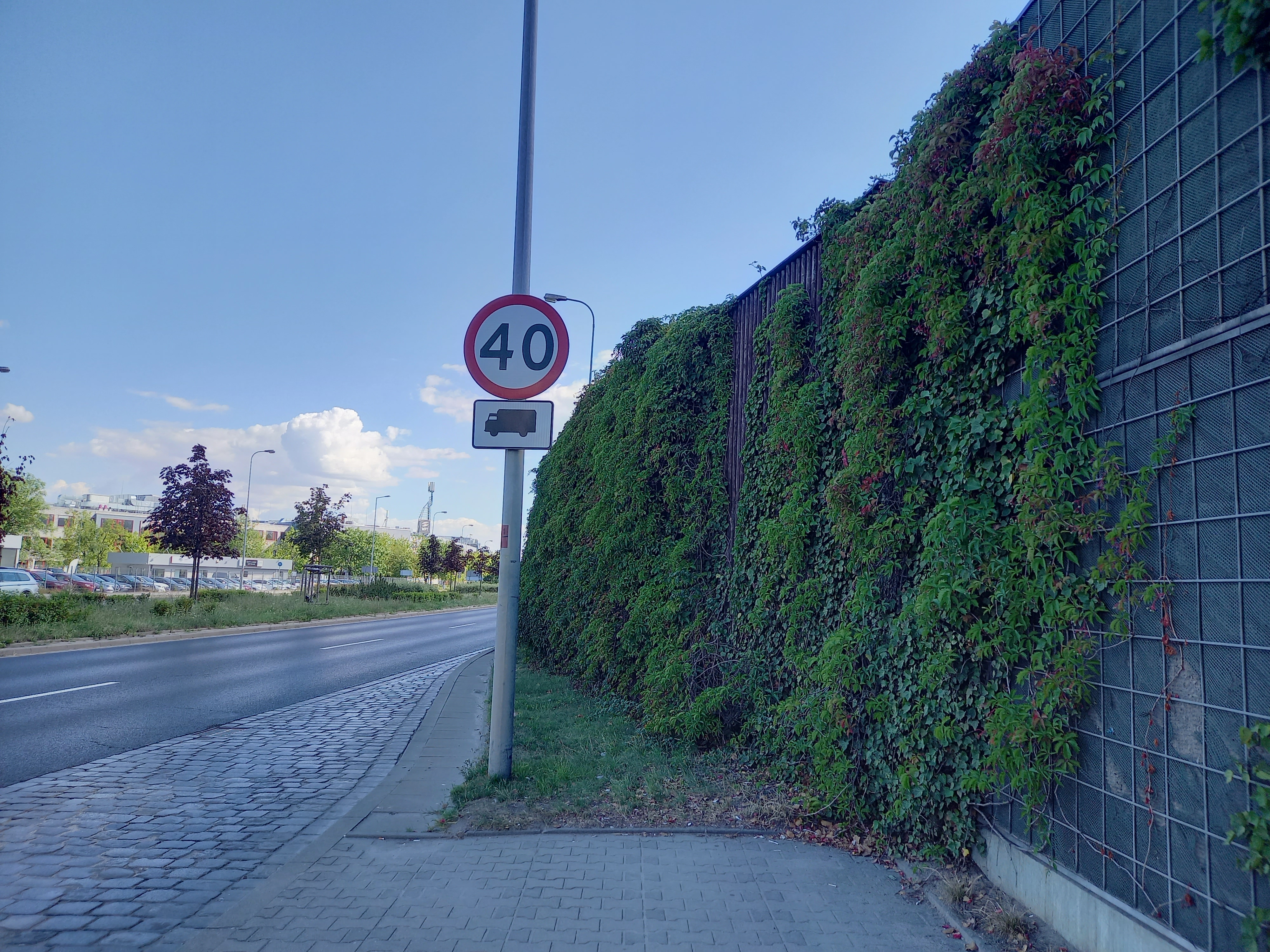
Pnącza na ekranie akustycznym

Przy Estakadzie Gądowianka nie ma ogólnodostępnych terenów zieleni miejskiej. W początkowym biegu od ulicy Bystrzyckiej do ulicy Strzegomskiej na zieleń składa się obszar Rodzinnych Ogrodów Działkowych "Gądowianka" oraz zieleń położona między terenami przemysłowymi, usługowymi i kolejowymi , w tym w rejonie ulicy Bystrzyckiej szpalery drzew . Dalej za ulicą Strzegomską zieleń ograniczona jest do urządzonych nasadzeń przyulicznych. Są to po stronie wschodniej między innymi szpalery drzew zarówno wzdłuż Gądowianki oraz wzdłuż niektórych ulic prostopadłych do niej (ulica Traktatowa, Duńska, Muchoborska), z ustaloną ochrona części drzew, jak i wydzielenia w zakresie położonych tu posesji lub ulic z wymogiem urządzenia w jej ramach terenu zieleni, w tym w niektórych przypadkach zieleni izolacyjnej. Oprócz tego między jezdniami znajduje się pas rozdzielający stanowiący rezerwę terenu pod ewentualną budowę torowiska tramwajowego, obecnie zagospodarowany zielenią. Natomiast po stronie zachodniej zbudowano ekrany akustyczne między Gądowianką a ulicą Klecińską i zabudową osiedla Muchobór Mały. Zostały one obsadzone pnączami głównie z rodziny winobluszcz (Parthenocissus) z domieszką bluszczu pospolitego (Hedera helix), milinu (Campsis) i rdestówki Auberta (Fallopia auberii).

## Demografia
Ulica przebiega przez dwa rejony statystyczne o wykazanej w poniższej tabeli gęstości zaludnienia i liczby zameldowanych osób, przy czym dane statystyczne pochodzą z 31.12.2020 r.
| Rejon statystyczny nr | Liczba osób zameldowanych | Gęstość zaludnienia [lud./km²] | Położenie                                                          |
| --------------------- | ------------------------- | ------------------------------ | ------------------------------------------------------------------ |
| 930610                | 1 154                     | 971                            | od ulicy Bystrzyckiej do ulic: Szkockiej i Duńskiej                |
| 930622                | 2 137                     | 1 506                          | od ulic: Szkockiej i Duńskiej do ulic: Francuskiej i Szwajcarskiej |

## Baza TERYT

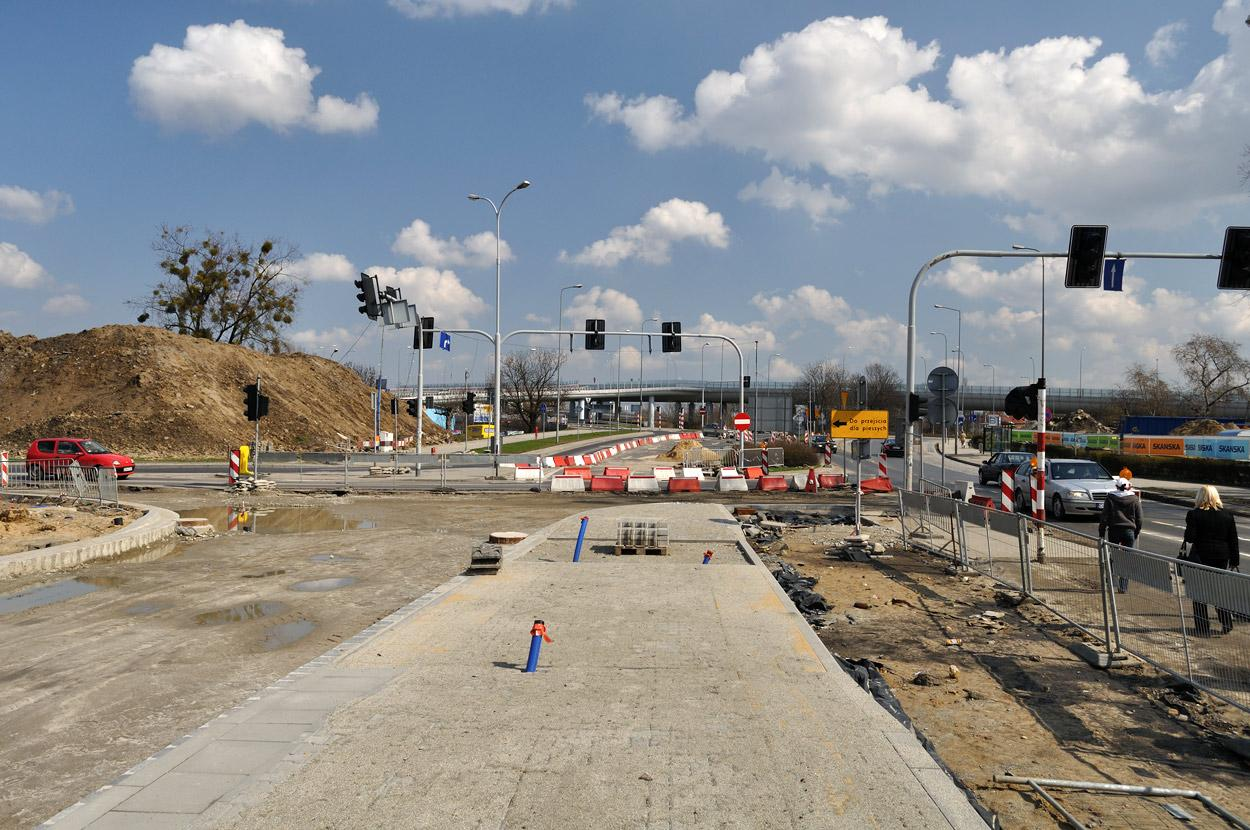
Przebudowa ul. Strzegomskiej, w tle estakady

Dane Głównego Urzędu Statystycznego z bazy TERYT, spis ulic (ULIC):
- województwo: DOLNOŚLĄSKIE (02)
- powiat: Wrocław (0264)
- gmina/dzielnica/delegatura: Wrocław (0264011) gmina miejska; Wrocław-Fabryczna (0264029) delegatura
- Miejscowość podstawowa: Wrocław (0986283) miasto; Wrocław-Fabryczna (0986290) delegatura
- kategoria/rodzaj: inne
- Nazwa ulicy: Estakada Gądowianka (36258)[33].

## Prace naukowe, publikacje
W 2003 roku wydano książkę o budowie i budowniczych estakad gądowskich. Pomysł na opracowanie i opublikowanie takiego wydawnictwa powstał w zespole nadzoru już w początkowym okresie budowy. Dzięki jego akceptacji u inwestora i poparciu Zespołu Projektowego i Wykonawczego został on urzeczywistniony w postaci wydawnictwa pod tytułem "Budowa i Budowniczowie Estakad Gądowskich we Wrocławiu", stanowiącego pracę zbiorową pod redakcją Mirosława Zamaro.
W czasie budowy na obiekcie prowadzono badania naukowe, niektóre kontynuowanie także po rozpoczęciu jego eksploatacji. W ich wyniku powstały prace naukowe, między innymi na następujące tematy:
- elementy oceny bezpieczeństwa w fazie nasuwania mostu z betonu sprężonego
- rozkład temperatury twardnienia betonu w masywnych elementach mostów betonowych
- wybrane wyniki badań rozkładów temperatur w betonowym dźwigarze skrzynkowym[184].

Prace te powstały na Politechnice Wrocławskiej, w Zakładzie Mostów Wydziału Budownictwa Lądowego i Wodnego. W dniach 28-29 maja 2002 r. odbyło się seminarium na temat budowy mostów metodą nasuwania podłużnego, w ramach którego wygłoszono referaty dotyczące budowy i przyjętych rozwiązań technicznych estakad gądowskich.